# Biblioteca Cosmo
Biblioteca Cosmo, anche nota come Cosmo Biblioteca, è stata una collana editoriale di romanzi di fantascienza e science fantasy pubblicata in Italia da Editrice Nord dal 2005 al 2009, per un totale di 25 uscite.
Prosecuzione ideale dei Tascabili Fantascienza pubblicati fra 1991 e 1998, Biblioteca Cosmo ristampò in brossura romanzi già apparsi nelle collane Cosmo Argento e Cosmo Oro, Grandi Opere Nord, SF Narrativa d'anticipazione e Narrativa Nord.

## Volumi pubblicati
| Numero | Autore                            | Titolo                       | Note                                                                                    | Anno           | ISBN          |
| ------ | --------------------------------- | ---------------------------- | --------------------------------------------------------------------------------------- | -------------- | ------------- |
| 1      | Ursula K. Le Guin                 | La falce dei cieli           |                                                                                         | Gennaio 2005   | 884291360X    |
| 2      | Lois McMaster Bujold              | L'onore dei Vor              | Primo romanzo della dilogia di Cordelia Naismith-Vorkosigan entro il Ciclo dei Vor.     | Gennaio 2005   | 8842913588    |
| 3      | Clifford D. Simak                 | Anni senza fine              | Romanzo fix-up del ciclo della Città.                                                   | Gennaio 2005   | 8842912433    |
| 4      | Orson Scott Card                  | Il gioco di Ender            | Primo romanzo della pentalogia di Ender Wiggin entro il Ciclo di Ender.                 | Febbraio 2005  | 8842913103    |
| 5      | Daniel Keyes                      | Fiori per Algernon           |                                                                                         | Maggio 2005    | 8842913812    |
| 6      | Lois McMaster Bujold              | Barrayar                     | Secondo romanzo della dilogia di Cordelia Naismith-Vorkosigan entro il Ciclo dei Vor.   | Maggio 2005    | 8842913804    |
| 7      | Anne McCaffrey                    | Il volo del drago            | Fix-up di due romanzi brevi, primo romanzo della trilogia principale del Ciclo di Pern. | Novembre 2005  | 8842914037    |
| 8      | Orson Scott Card                  | Il riscatto di Ender         | Secondo romanzo della pentalogia di Ender Wiggin entro il Ciclo di Ender.               | Novembre 2005  | 8842914029    |
| 9      | Lois McMaster Bujold              | L'apprendista ammiraglio     | Primo romanzo della saga di Miles Vorkosigan entro il Ciclo dei Vor.                    | Febbraio 2006  | 8842914142    |
| 10     | Ursula K. Le Guin                 | Il mondo di Rocannon         | Primo romanzo del Ciclo dell'Ecumene.                                                   | Febbraio 2006  | 8842914347    |
| 11     | René Barjavel                     | La notte dei tempi           |                                                                                         | Giugno 2006    | 8842914487    |
| 12     | Orson Scott Card                  | Ender III - Xenocidio        | Terzo romanzo della pentalogia di Ender Wiggin entro il Ciclo di Ender.                 | Ottobre 2006   | 8842914703    |
| 13     | Iain M. Banks                     | Inversioni                   | Sesto romanzo del Ciclo della Cultura.                                                  | Febbraio 2007  | 9788842914877 |
| 14     | Lois McMaster Bujold              | Il gioco dei Vor             | Secondo romanzo della saga di Miles Vorkosigan entro il Ciclo dei Vor.                  | Giugno 2007    | 9788842915096 |
| 15     | Vernor Vinge                      | Universo incostante          | Primo romanzo della trilogia delle Zones of Thought.                                    | Giugno 2007    | 9788842915102 |
| 16     | Ursula K. Le Guin                 | I reietti dell'altro pianeta | Sesto romanzo del Ciclo dell'Ecumene.                                                   | Settembre 2007 | 9788842915294 |
| 17     | John C. Wright                    | L'età dell'oro               | Primo romanzo della trilogia dell'Età dell'Oro.                                         | Settembre 2007 | 9788842915287 |
| 18     | Lois McMaster Bujold              | Cetaganda                    | Terzo romanzo della saga di Miles Vorkosigan entro il Ciclo dei Vor.                    | Febbraio 2008  | 9788842915232 |
| 19     | Arthur C. Clarke                  | 2001: Odissea nello spazio   | Romanzo "gemello" del film omonimo.                                                     | Febbraio 2008  | 9788842915508 |
| 20     | John C. Wright                    | Phoenix                      | Secondo romanzo della trilogia dell'Età dell'Oro.                                       | Luglio 2008    | 9788842915683 |
| 21     | Iain M. Banks                     | Criptosfera                  |                                                                                         | Luglio 2008    | 9788842915690 |
| 22     | Lois McMaster Bujold              | La spia dei Dendarii         | Quarto romanzo della saga di Miles Vorkosigan entro il Ciclo dei Vor.                   | Novembre 2008  | 9788842915959 |
| 23     | Arthur C. Clarke e Stephen Baxter | L'occhio del tempo           | Primo romanzo della trilogia dell'Odissea del Tempo.                                    | Novembre 2008  | 9788842915966 |
| 24     | John C. Wright                    | La luce del millennio        | Terzo romanzo della trilogia dell'Età dell'Oro.                                         | Febbraio 2009  | 9788842916055 |
| 25     | Arthur C. Clarke e Stephen Baxter | L'occhio del sole            | Secondo romanzo della trilogia dell'Odissea del Tempo.                                  | Giugno 2009    | 9788842916215 |